# Festival international de la bande dessinée de Durbuy
Pour les articles homonymes, voir Festival de la bande dessinée.
Le Festival international de la bande dessinée de Durbuy, plus communément appelé BD Durbuy, était le principal festival de bande dessinée à Wallonie dans les années 1980 et 90. Il avait lieu en Belgique, dans la ville de Durbuy.
L'association BD Durbuy (ASBL) organisait le festival presque tous les ans le premier week-end d'octobre de 1985 jusqu'à 1998 dans une grande tente à Durbuy et associe expositions, débats, rencontres et nombreuses séances de dédicace, les principaux auteurs, dessinateurs et scénaristes étant présents,. De nombreux prix y étaient décernés, donc le Prix Diamour, qui récompense un auteur pour l'ensemble de son œuvre, le Grand Prix BD Durbuy d'un jury, Prix du Scénario, Prix du Public et Prix de la Presse,.

## Évènements

### 1985

#### Les expositions
- Radical café, de Colman et Flausch
- Raymond Macherot, de Dany Evrard et Michel Roland
- Bob Morane (par Ghislain Bouvy et Christian Libon)
- La B.D. religieuse, par Roland Francart (CriaBD)
- Pas à pas avec Jijé
- Cabinet des estampes de la ville de Liège
- Tintin, vu par Thomas (BD Durbuy)
- Michel Vaillant
- André Franquin - Gotlib

#### Lauréats
- Prix du Public (Chlorophylle) : Le Privé d'Hollywood de Philippe Berthet - Dupuis[5]
- Prix de la Presse : Les Archers, série Thorgal (t. 9), de Grzegorz Rosiński et Jean Van Hamme, Le Lombard
- Prix des Auteurs : Francis Delvaux , animateur de radio

#### Affiche
L'affiche est réalisée par Will.

### 1986

#### Les expositions
- Rétrospective André Juillard
- Rétrospective Mitacq
- L'agent spatial
- Circus, la centième à la Hune
- L'atelier BD de l'École supérieure des arts Saint-Luc de Liège
- Laïyna de René Hausman et Pierre Dubois
- Le Moustique - magazine de Dupuis
- La thématique religieuse dans la bande dessinée belge, vu par CriaBD
- Marie-José Sacré

#### Lauréats
- Grand prix (Chlorophylle) : Les Chemins de la gloire de Daniel Hulet et Jan Bucquoy - Glénat
- Prix du Public : Les 44 Premiers Trous de Pierre Tombal - Dupuis
- Prix de la Presse : Plus ne m'est rien, Sambre (t. 1) de Yslaire et Balac - Glénat
- Prix Espoir (BD Strip) : Code Zimmerman, Victor Sackville (t. 1) de Francis Carin - Le Lombard
- Prix des Auteurs : Guy Dessicy, directeur du Centre belge de la bande dessinée

### 1987

#### Les expositions
- Bob, Bobette, Willy et Paul[7]
- Lucky Luke à l'ère de la communication
- Arno Firenze...de la planche à la toile, par CriaBD
- Les BD des éditions Dessain, par Thierry Grondal, spécialiste de la bande dessinée franco-belge
- Les dessinateurs de papiers
- Entre chiens et loups
- Sous forme de timbre en bulles!, par BD Strip
- Pilamm
- L'atelier BD de Saint Luc Liège
- B.D. religieuse, « La Fresque Biblique », par CriaBD
- Marianne Duvivier

#### Lauréats
- Grand prix du Festival : Druuna, deuxième tome de Morbus Gravis de Paolo Eleuteri Serpieri - Dargaud
- Prix de la  Presse : Tout le monde aime le printemps, de Guy Vidal et Alain Bignon - Dargaud
- Prix du Public : Deuxième tome des aventures de Broussailles,  Les Sculpteurs de lumière de Frank et Bom
- Prix du Scénario : Taille crayon d'or (ville de Durbuy), Raoul Cauvin
- Prix Espoir (BD Strip) : La Forteresse de Pierre - Laïyna de René Hausman - Dupuis[8]
- Prix des Auteurs: Claire Fievez, animatrice T.V. (six reportages BD)

#### Autre infos
- Le festival a accueilli environ 20 000 visiteurs[7].

### 1988

#### Citoyens d'honneur
- Rob Vel, le créateur du personnage de Spirou
- Charles Dupuis, l'éditeur du journal Spirou[7].

#### Les expositions
- Écrit noir sur blanc
- Marc et Néron, à l'Institut Clairval
- Jean Michel Charlier, JLC conseils et Novedi
- Spirou magazine, Centre d'art contemporain de la province du Luxembourg et Les Éditions Dupuis
- Le Miroir du Sphinx, avec collaboration des Éditions du Lombard
- La bande dessinée et le Bon Dieu, à l'église de Durbuy, par CriaBD
- Adamov et l'empire du soleil, avec collaboration les éditions Glénat
- L'atelier BD de Saint-Luc Liège à Corn Market Hall
- Jijé, 50 ans de bande dessinée[7].

#### Concours
- Concours Cubitus : On devait chercher la solution dans les vitrines des commerçants de Durbuy.
- Concours de sosies de bande dessinée Julie, Claire, Cécile
- Le lancement d'un concours inter-écoles techniques, en collaboration avec l'Éducation nationale, la RTBF et Dupuis. L'objectif était réaliser une invention de Gaston Lagaffe. Ça devrait être drôle, farfelu et il fallait que ça fonctionne. Les résultats étaient présentés au cinquième festival à 1990[7].

#### Lauréats
- Prix BD Durbuy : Rebécca et les Testaments de Saint Ambroise de Anna Brandoli et Renato Queirolo - Glénat
- Prix du Public (Chlorophylle) : Congo 40 de  Éric Warnauts et Raives - Casterman
- Prix de la Presse : Le Grand Pouvoir du Chninkel de Grzegorz Rosiński - Casterman
- Prix du scénario (Phylactère) : Tome pour Soda - Dupuis
- Prix Espoir : Éditeur Khani pour son album Tchantchès de François Walthéry[9]
- Prix des Auteurs : L'ASBL BD DURBUY et son président Jean-Pierre Gilson
- Prix Jefferson (Fest off) : Dan Star contre l'Univers de Yves Corriger - Sorg

#### Autres infos
- Des concerts du jazz et rock, du théâtre de rue[7]

### 1990

#### Les expositions
- Tiers monde aux cent visages, CriaBD Soignies
- Salon « Lagaffe » des inventeurs, Moulinex
- Les jeunes talents du neuvième art, Jean-Yves Stanicel
- Une nature d'enfer, Fédération des scouts de Belgique
- « Toussaint » de François Dermaut, Éditions Glénat.
- Si Liège était...BD, par BD Strip et H. Desmarais
- Un petit groom vêtu de rouge, Yvan Delporte
- BD timbrée, collaboration de BD STRIP et Cercles des collectionneurs de la Ville de Durbuy
- Bric by brick, Éditions Rackham
- La BD danoise[10],[2]

#### Lauréats
- Prix du Jury (Grand Prix) : Elmer et moi, d'André Benn - Glénat[3]
- Prix du public : La nuit du chat, Frank et Bom - Dupuis
- Prix de la presse : Bouche de diable de Jerome Charyn et François Boucq - Casterman
- Prix espoir (BD Strip) : L'Appel de Madame la Baronne, de Jean-Claude Servais, prix attribué pour les textes de Julos Beaucarne
- Prix du meilleur album néerlandophone: série Suske en Wiske de Paul Geerts - Standaard
- Prix Jefferson (Humour) : Billy the Cat, de Stephen Desberg - Dupuis[11]

### 1992

#### Les expositions
- La Bande Dessinée du Québec, BD Durbuy, Pletschette[12]
- Le cheval dans la Bande Dessinée, BD Durbuy, Thierry Dujardin
- Un Colomb...peut en cacher bien d'autres, par CriaBD Soignies
- Dany Evrard expose ses oeuvres
- Le dessinateur Jean-Pol
- La peinture et les Bédés de Win Hendricks, BD Durbuy Jempi Welkenhuyzen
- Derib et la Fondation pour la vie et la BD Jo[13]
- Oenobédéphile, le vin et la BD
- Cartoons de caricaturiste Serdu
- Bernard Capo, Troubadour Réaliste
- Les Calendriers Scouts[14]

#### Lauréats
- Prix Diamour : Bob de Moor pour l'ensemble de son oeuvre (trophée en or massif serti de diamants)
- Grand Prix du Festival : Le bar du vieux Français, de Jean-Philippe Stassen et Denis Lapière, collection « Air Libre » - Dupuis[8],[15]
- Prix BD néerlandophone : Marc Sleen
- Prix Humour (Jefferson) : En bonne compagnie, serie Tom Carbone, de Luc Cromheecke et Laurent Letzer - Dupuis
- Prix du scénario (Phylactère) : Jean-Claude Servais, Lova Dupuis
- Prix de la presse : Brüsel de François Schuiten et Benoît Peeters - Casterman
- Prix espoir (BD Strip) : Adieu Kilimandjaro, série Fann le lion, de Renée Rahir - Casterman[16],[17]

### 1994

#### Les expositions
- Les Maîtres de l'orge
- Lanterna magica
- Scouts issus d'un même monde, Fédération des Scouts catholiques de Belgique
- Auracan
- Les Tours de Bois-Maury
- Igor Gabriel
- Expo Africaine, par le CRIA (Création, Recherche et Initiation à l'Art)
- 39.45 Code Amitiés, par Paule Fostroy (CriaBD)
- La planche originale
- Marsupilami[18]
- Brazil, par le revue de même nom
- Cartoons, BD Durbuy, Patrice Pletschette

#### Lauréats
- Prix BD Durbuy (Grand Prix) : Les Paysages de la Nuit de Alex Barbier, Delcourt
- Prix Diamour (ensemble de l'oeuvre) : Daniel Goossens - éditions Audie
- Prix du Scénario : Les Dents du Requin, de François Boucq - Casterman.
- Prix de l'Humour (Jefferson) : La Vache de Johan De Moor et Stephen Desberg
- Prix du Public : Largo Winch de Philippe Francq et Jean Van Hamme - Dupuis.
- Prix de la Presse : Le Centenaire de Jacques Ferrandez - Casterman.
- Prix Espoir (BD Strip) : Le Complot de Laval - série Dampierre (t. 4) de Pierre Legein - Glénat[19]

### 1995

#### Les expositions
- Rétrospective Félix Molinari
- « Vision du Beaujolais », l'ASBL BD Durbuy Strip[20]
- Hugo Pratt, commémoration
- « Dino Battaglia, un auteur méconnu »
- Ernst, Fédération des Scouts catholiques de Belgique
- Oknam, Benoît Roels, bibliographie, Le Lombard
- Moyen âge dans la BD
- Gambrinus, BD Luxembourgeoise (par Jacot et Sacré)[21].

#### Lauréats
- Prix BD Durbuy francophone : Sarajevo Tango, coll. « Aire libre », de Hermann - Dupuis[8],[20]
- Prix BD Durbuy néerlandophone : Niets Lukt, série De draagbare Biebel, de Marc Legendre - Standaard
- Prix du Scénario : Paul Teng et Vladimir Volkoff pour Alexandre Nevsky - Lombard
- Prix du Public : Tchantchès, Gamin des rues, de François Walthéry et  Didier Casten - Noir Dessins Production
- Prix de la Presse : Monsieur Noir de Griffo et Jean Dufaux - Dupuis.

### 1996

#### Les expositions
- Hommages aux Arthur Piroton et Francis Carin
- Albert Weinberg
- Les mangas japonaises, Japan Com
- Les petits formats, Chambéry, Villefranche, Durbuy
- L'exclusion dans la BD, Province de Namur et BD Durbuy, Mme Pascale Es
- L'Afrique en BD
- Calendrier Nature, Fédération des Scouts catholiques de Belgique[22].

#### Lauréats
- Prix BD Durbuy francophone : Alix noni tengu, série Les Innommables (t. 4), de Yann et Didier Conrad - Dargaud
- Prix BD Durbuy néerlandophone : De Vriend van Ivanhoe, série Sarah en Robin, de Steven Dupré - Standaard
- Prix du Scénario : Jean Van Hamme, pour La forteresse de Makiling, série Largo Winch - Dupuis, L'Affaire Francis Blake - Éditions Blake et Mortimer, La Couronne d'Ogotaï - série Thorgal - Lombard, et pour mémoire XIII, Les Maîtres de l'Orge ...
- Prix de la presse : Piège à Baden-Baden, série Victor Sackville (t. 11) de Francis Carin - Le Lombard
- Prix du Public : Ombres et Désirs de Marc-Renier - Casterman
- Prix du Cartoon : Serdu

### 1997

#### Les expositions
- Jean Dufaux, BD Durbuy Strip et le Centre belge de la bande dessinée
- Timbres en Bulles, par BD Strip
- Raymond Macherot, Centre belge de la bande dessinée
- Rétrospective, Souvenirs... par BD Strip
- Jojo, André Geerts, espace BéBéBD, Centre belge de la bande dessinée
- Nostalgie, Les Pin's BD, par BD Strip
- Égypte en Bande Dessinée
- Les Auteurs Polonais
- Marc-Renier et Francis Carin
- Wallonie terre de légende et d'avenir, concours de la Région wallonne et BD Durbuy Strip
- Kiekeboe, série de Merho
- Bande dessinée Chrétienne,votre prénom dans la BD, par CriaBD[23].

#### Lauréats
- Prix BD Durbuy (Grand Prix) : Monde Cruel, d'André Geerts, coll. « Humour libre » - Dupuis[24]
- Prix du Scénario : Jean Dufaux pour entre autres: Fox, de Jean-François Charles - Glénat, Les Voleurs d'empires de Martin Jamar - Glénat et Dixie Road de Hugues Labiano - Dargaud
- Prix Espoir : Failles, série Terres d'Ombre (no 2), de Benoît Springer et Christophe Gibelin, coll. « Terres de Légendes » - Delcourt
- Prix de l'Humour : Tchô, monde cruel, série Titeuf, de Zep - Glénat
- Prix BD Durbuy néerlandophone : De Roos van Sakhti, série Néron, de Marc Sleen - Standaard.